# Alain Baptizet
Alain Baptizet est un réalisateur, producteur, spéléologue, conférencier et écrivain français né à Vesoul (Haute-Saône) le 17 août 1947 et mort le 31 octobre 2018  dans la même ville. Il était membre de la Société des explorateurs français.
Il a réalisé environ 300 films en plus de quarante ans de carrière,.

## Biographie
Alain Baptizet découvre la cinématographie dès l'âge de 12 ans.
En 1981, il réalise le reportage Siphon moins 1455 dans un gouffre qui à l'époque est connue pour être le plus profond de la planète, le gouffre Jean-Bernard (-1 455 mètres), qui se trouve en Haute-Savoie,.
À la fin des années 1980, Alain Baptizet part découvrir l'Afrique équatoriale et occidentale pour y comprendre le mode de vie et les traditions des ethnies autochtones. Il y travaille régulièrement et fait même construire une petite maison à Maroua, au Cameroun. Au total, il se rendra en Afrique 62 fois entre 1989 et 2013.

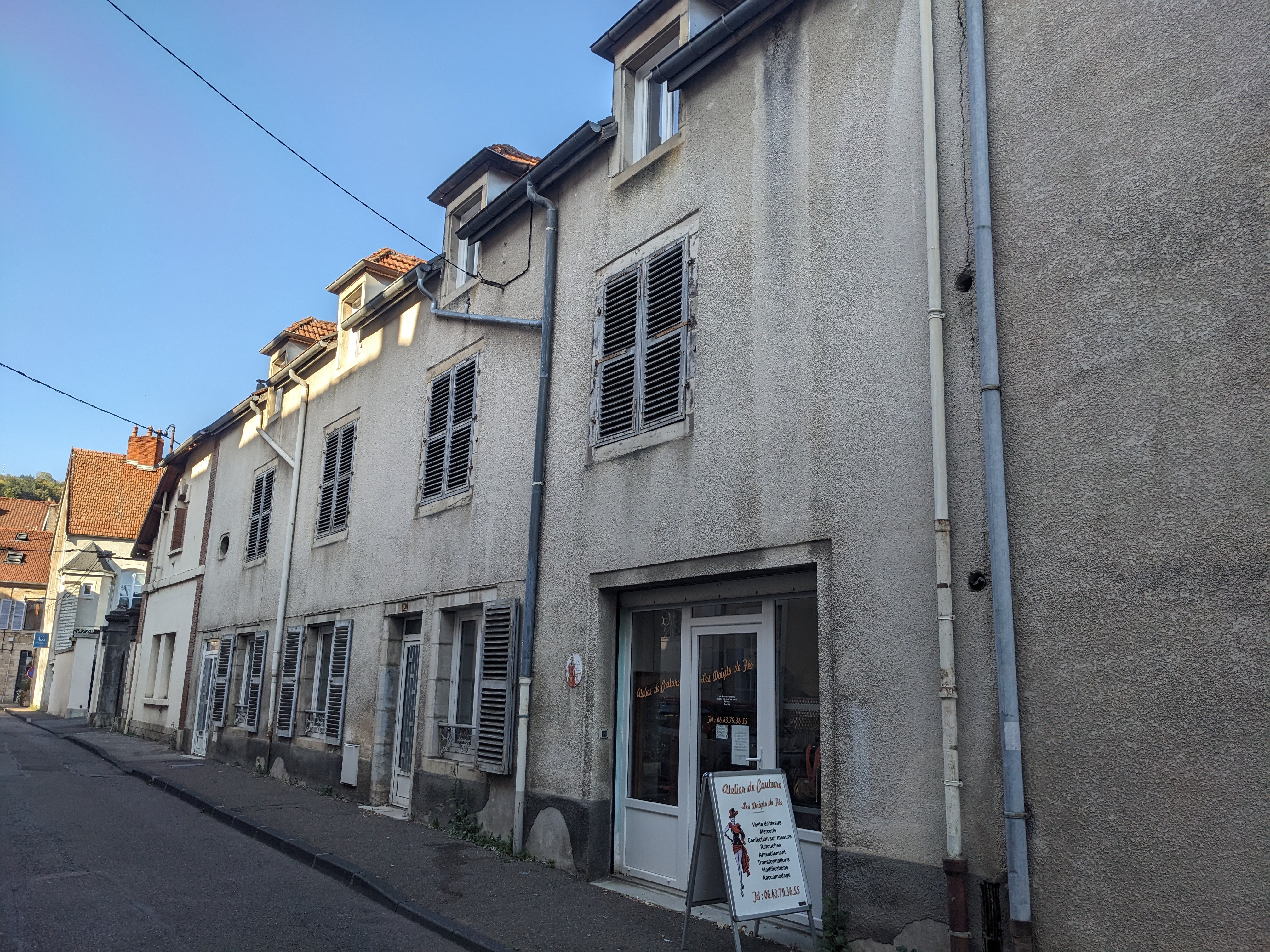
Propriété d'Alain Baptizet à Vesoul où il gérait son atelier de cinématographie

Il possède son atelier de cinématographie au 7 rue du Moulin des Prés à Vesoul. Il créa sa propre association, Travelling, qui propose des réalisations de films et des projections. Par ailleurs, il a été conférencier pour l'organisation Connaissance du Monde et a aussi collaboré pour l'émission Ushuaïa de Nicolas Hulot.
Il meurt le 31 octobre 2018 à son domicile, rue du Moulin des Prés à Vesoul. Ses obsèques ont eu lieu le 5 novembre en l'église Saint-Georges, église paroissiale de Vesoul, où 500 personnes se sont réunies. Plusieurs personnalités politiques locales étaient présentes telles que Alain Joyandet, Yves Krattinger et Alain Chrétien.

## Filmographie
Alain Baptizet a participé à la réalisation de près de 300 films et documentaires,.

### Réalisateur
Films sur l'exploration souterraine
- Les cascades de la nuit (26 min) : avec Serge Aviotte et Jean-Claude Dobrilla
- Siphon moins 1455 (30 min)
- Point de non retour (50 min) : co-produit avec Antenne 2, avec Élisabeth Filippi, Pascal Reilé, Dominique Jacquemin
- 20 000 lieues sous la terre (50 min)
- La conquête des abîmes (50 min)[vidéo]  [vidéo] « La conquête des abîmes » : « 47 min 57 s », 29 janvier 2016, Youtube.
- L'énigme du Frais-Puits (1991, 50 min)[vidéo]  [vidéo] « L'énigme du Frais-Puits » : « 47 min 35 s », 29 janvier 2016, Youtube.
- Les pionniers du sous-sol (3 × 18 min) : Édouard-Alfred Martel, Robert de Joly, Norbert Casteret
- Un regard sur la France profonde (1984, 20 min)[vidéo]  [vidéo] « Un regard sur la France profonde » : « 47 min 35 s », 2 novembre 2021, Youtube.
- Solo (13 min)
- Menaces sur les eaux souterraines (45 min)
- P 305 (40 min)
- Verticales insolites (20 min)
- Les troglophiles (45 min)
- Recherches en pays calcaire (40 min)
- Grottes en péril (45 min)
- Le syndrome profond (45 min)
- Le marteau et la pointerolle (30 min)
- Les mangeurs de rochers (26 min)
- L'École française de spéléologie (40 min)
- Créatures étranges du sous-sol (20 min)
- Les cavernes de Vulcain (20 min)
- Dans les profondeurs du Frais-Puits (2011, 50 min)
- La conquête d'un monde sans lumière (54 min) (Levy entertainment Los Angeles) VF et VA
- La Face cachée de la Terre (série vidéo 13 × 26 min, AMB productions) VF et VA

Documentaires sur l'Afrique
- Les chasseurs de pythons (26 min)
- Alantika, monde oublié (26 min)
- Les peuls M'bororos (28 min)
- Les pygmées Bakas (28 min)
- Les Bamilékés (36 min)
- Tchambas et Doayos (26 min)
- Les Kapsikis (2008, 36 min)
- Regards sur le Cameroun (26 min)
- Safari en Ballon (26 min)
- Des éléphants et des hommes (20 min)
- Du côté des Kotokos (26 min)
- Les Mousgoums (26 min)

### Scénariste
- N'ayez pas peur, je ne suis pas un ami (1994, 9 min) : tiré d'une BD de Lucques, avec Christian Mousset et Bénédicte Charton
- Vice sans fin (17 min, Noir et Blanc) : avec Didier Charles, Caroline Salvi, Max Athanase, Jacques Cachot
- T'as voulu voir Vesoul... (1994, 13 min) : avec Jean-Pierre Bordage et Jean-Claude Tupin
- Nez à nez (7 min, Noir et Blanc) : avec Robert Valdenaire et Michel Jacquey
- Labyrinthe (3 min) : avec Frank Fischer
- Sainte Catherine, le rendez vous du 25 novembre (45 min)
- Nuit d'erreur (13 min)

### Directeur de la photographie
- Une petite pierre (1996)
- Que Viva Tina (1997)
- Le deuxième jardin (2000)
- Fragments (2002)
- Le Facteur (2003)
- La musique adoucit les meurtres (2004)
- La Conductrice (2004)
- En grande pompe (2007)